# Christa Harmotto
Christa Deanne Harmotto-Dietzen, mais conhecida como Christa Harmotto (Sewickley, 12 de outubro de 1986), é uma jogadora de voleibol dos Estados Unidos que competiu nos Jogos Olímpicos de 2012.
Em 2012, ela fez parte da equipe americana que conquistou a medalha de prata no torneio olímpico.